# Дженива (Небраска)
Дженива (на английски: Geneva) е град в централната част на Съединените американски щати, административен център на окръг Филмор на щата Небраска. Населението му е около 2 200 души (2010).
Разположен е на 501 метра надморска височина в Средните Велики равнини, на 58 километра северно от границата с Канзас и на 83 километра югозападно от Линкълн. Селището е основано през 1871 година.

## Известни личности
Родени в Дженива
- Робърт Уилсън (р. 1937), икономист